# Дейв Дорман
Дейв Дорман (англ. Dave Dorman; нар. в 1958 році в Мічигані) — ілюстратор наукової фантастики, жахів і фентезі, найвідоміший за своїми роботами «Зоряні війни».

## Раннє життя
Батьки Дормана — підполковник ВПС Джек Н. Дорман і Філліс Дорман. Обоє батьків померли. Дорман одружений із відомою теле/відеопродюсеркою, письменницею та публіцисткою Деніз (Макдональд) Дорман із WriteBrain Media. У нього є син Джек, який народився у 2004 році.
Батько Дормана Джек Дорман був відомий своєю роботою та нагородами в області радіокерованих літаків. Джек Дорман створював історично достовірні інтер'єри для літаків і був експертом у моделюванні. Дорман приписує свою увагу до деталей своєму батькові та заслуговує обох батьків у надання йому емоційної та фінансової підтримки на початку його кар'єри. Разом Дорман і його батько отримали численні нагороди за свої зразкові будівельні проєкти.
Дорман відвідував семінарію та університет Святої Марії в Меріленді та школу Куберта в Нью-Джерсі. У середині 1990-х Дорман також проводив тижневий семінар на художньому факультеті Саваннського коледжу мистецтва та дизайну. Керівником художнього відділу на той час був Дарвін Талон. Дормана запросили провести майстер-класи в Академії Флешпойнт і Американській Академії Мистецтв, обидві в Чикаго, Іллінойс. Він також є співзасновником Comix Academy разом із Дарвіном Талоном, Скоттом Гемптоном, Крістофером Моллером і Джоном ван Флітом. Це майстер-клас з ілюстрації коміксів.

## Кар'єра
Дорман відвідував програму графічного мистецтва в коледжі Св. Марії в Меріленді, але залишив через рік, оскільки там не було компоненту ілюстрації. Далі він відвідував школу Куберта в Нью-Джерсі, але залишив її через рік, оскільки в їхній навчальній програмі викладалися лише чорно-білі ілюстрації, а Дорман хотів бути художником обкладинок. Як ілюстратор, він називає себе самоучкою.
Дорман розпочав свою професійну кар'єру в 1979 році та працював ілюстраторами коміксів для компаній Marvel, DC і Dark Horse, але його перерва сталася в 1983 році, коли його роботи вперше з'явилися на обкладинці журналу Heavy Metal. У середині 1980-х Hasbro замовила Дормана намалювати понад 100 реалістичних творів мистецтва для своєї 3-дюймової серії фігурок GI Joe. 1994 року Дорману доручили оформити серію з 90 колекційних карток для коміксів Ultraverse. 1996 року компанія Hasbro попросила Дормана створити більше творів мистецтва для колекційної серії 12-дюймових GI Joe.
Попри те, що він створив картини, засновані на таких персонажах, як Індіана Джонс, Бетмен і Супермен, він став найвідомішим завдяки своїй картині Зоряні війни. Мистецтво Дейва Дормана «Зоряні війни» було опубліковано в 1996 році Random House /FPG. Дорман виграв опитування читачів The Official Best of Star Wars Magazine у 1998 році як «Найкращий художник Зоряних воєн». Дорман отримав премію Ейснера в 1993 році за свої картини в книзі Чужі: Племена. 2010 року він виграв престижну нагороду Inkpot Award на Comic-Con у Сан-Дієго, де того року був гостем. Під час цього шоу він також представив свою нову ретроспективну книгу про кар'єру ROLLING THUNDER: The Art of Dave Dorman, яка опублікована IDW Publishing і Desperado Publishing.
Дорман розпочав роботу над рольовими іграми (RPG), починаючи з Pacesetter Ltd у 1985 році, і почав фрілансером для TSR у 1987 році, створюючи обкладинки для книг Dungeons & Dragons, зокрема Gargoyle та оригінального Draconomicon. Дорман також створив ілюстрації для ігор Shadowrun (FASA), Torg (West End Games або WEG), Champions (Hero Games), Mayfair Games «Role Aids», Rifts (Palladium Books) і Blood of Heroes. У 1990-х роках Дорман створив усе мистецтво для деяких доповнень до рольових ігор «Зоряні війни» West End Games. Він зробив кілька ілюстрацій для лінійки іграшок Micronauts на початку 2000-х.
Дорман відомий більш як 20 років завдяки своєму фотореалістичному стилю олійного живопису. Зоряні війни Дормана: Мистецтво Дейва Дормана про мистецтво коктейльного столу була найпродаванішою книгою з мистецтва в 1996 році для Ballantine Books і стала підручником для курсів ілюстрації в Університеті Північного Іллінойсу в Декалбі, штат Іллінойс. Журнал Star Wars Galaxy Magazine у 1996 році також визнав його «художником № 1 Зоряних воєн усіх часів». Творець «Зоряних воєн» Джордж Лукас є шанувальником творчості Дормана і придбав десятки оригінальних картин Дормана маслом. Протягом багатьох років Дорман мав ліцензію Lucasfilm на виготовлення обмежених тиражів.
Власна робота Дормана, Wasted Lands, написана письменником-фантастом Дел Стоуном-молодшим, зараз ходить у Голлівуді для екранізації. На цей бойовик / пригодницький фільм сильно вплинула оцінка Дорманом таких режисерів, як Жан-П'єр Жене (з яким він познайомився на зніманні фільму «Чужий: Воскресіння»), Акіра Куросава та Леоне, а також письменники Джо Ленсдейл, Стівен Кінг і Ф. Пол Вілсон. разом із голлівудським актором Деном Робаком Дорман («На березі річки», «Загублені», «Відчайдушні домогосподарки») розробляє вигадану дитячу книжку автора Робака. Дорман також розробляє видавничий проєкт Wasted Lands разом з Atomeka Press Дейва Елліотта.
Дорман брав інтерв'ю для радіошоу Денніса Міллера, Mancow's Morning Madhouse, Sci Fi Channel, програми журналу Southern Living Presents на Turner Network Television і WEAR-TV в Пенсаколі, філії ABC. Дорман є затятим прихильником Пенсаколського кінофестивалю Тома Роуша та Бейтаунського кінофестивалю, і він створює ілюстрації для їхніх щорічних афіш.
Щороку Дормана можна зустріти на його стенді Comic-Con у Сан-Дієго разом із його сучасниками Скоттом Гемптоном, Крістофером Меллером і Джоном Ван Флітом. 2010 року Дорман був «спеціальним гостем» на Comic-Con International у Сан-Дієго. Дорман брав участь у першій виставці C2E2 у Чикаго у квітні 2010 року. Дорман також регулярно відвідує Wizard World Chicago, HeroesCon і Дейтойтський Motor City Comic Con, і часто є запрошеним артистом на численних турнірах magic: The Gathering. Власна компанія Дормана, Rolling Thunder, видає обмеженими тиражами художні книжки та літографії.
У 2010 році видавництво IDW, яке тепер співпрацює з видавництвом Desperado, випускає нову книгу «Котиться грім: мистецтво Дейва Дормана». Спеціальний випуск вийде на San Diego Comic-Con International, де Дорман є «спеціальним гостем». За оцінками Дормана, у цій книзі представлено приблизно половину його мистецьких робіт, багато з яких особисті роботи та твори, які раніше не бачили широка публіка. У книзі Дорман вперше відверто та особисто розповідає про свою кризу середнього віку та про те, як він її пережив. 2009 року Дорман був суддею SPECTRUM Annual, Біблії світу фантазій для ілюстраторів. 2009 року Дорман також увійшов в історію, створивши повністю цифрове мистецтво, вперше під час Reverie '09, за підтримки MassiveBlack.com і ConceptArt.org.
Також у 2010 році Дорман разом зі своєю дружиною Деніз Дорман запустив подкаст «Середа — день коміксів» — суміш інсайдерських новин індустрії коміксів, новин поп-культури та інтерв'ю. Подкаст можна безкоштовно завантажити на iTunes і доступний через Farpoint Media, продюсерів шоу.

## Нагороди
Дорман тричі був почесним гостем Comic-Con у Сан-Дієго. Саме там він отримав премію Айснера в 1993 році за свою художню роботу над Alien: Tribes.

## Особисте життя
Він довго проживав у Шалімарі, Флорида та Мілл-Крік (Іллінойс). 2005 року він переїхав до Женеви, штат Іллінойс. 2006 року Дорман запропонував створити оригінальну картину олійними фарбами розміром 3 x 6 футів вартістю 50 000 доларів США для будь-кого, хто придбає свій будинок у Шалімар-Пойнт, Флорида. Станом на середину 2011 року Дорман відвідував Comic-Con двадцять сім років поспіль.

## Вибрані твори
- Обкладинки журналів Heavy Metal.
- Твори мистецтва в коміксах, таких як Бетмен, Людина-павук, Супермен, Дж. І. Джо, Чужий, Хижак, Індіана Джонс, Кінг-Конг і Чужий проти Хижака (включаючи дизайн іграшок для фігурок інопланетянина Hasbro)
- Гаррі Поттер (Колекційні картки)
- magic: The Gathering (ігрові карти)
- Atomic Chili: The Illustrated Джо Р. Ленсдейл
- Створення першого твору мистецтва Чужий.